# Cucina maldiviana

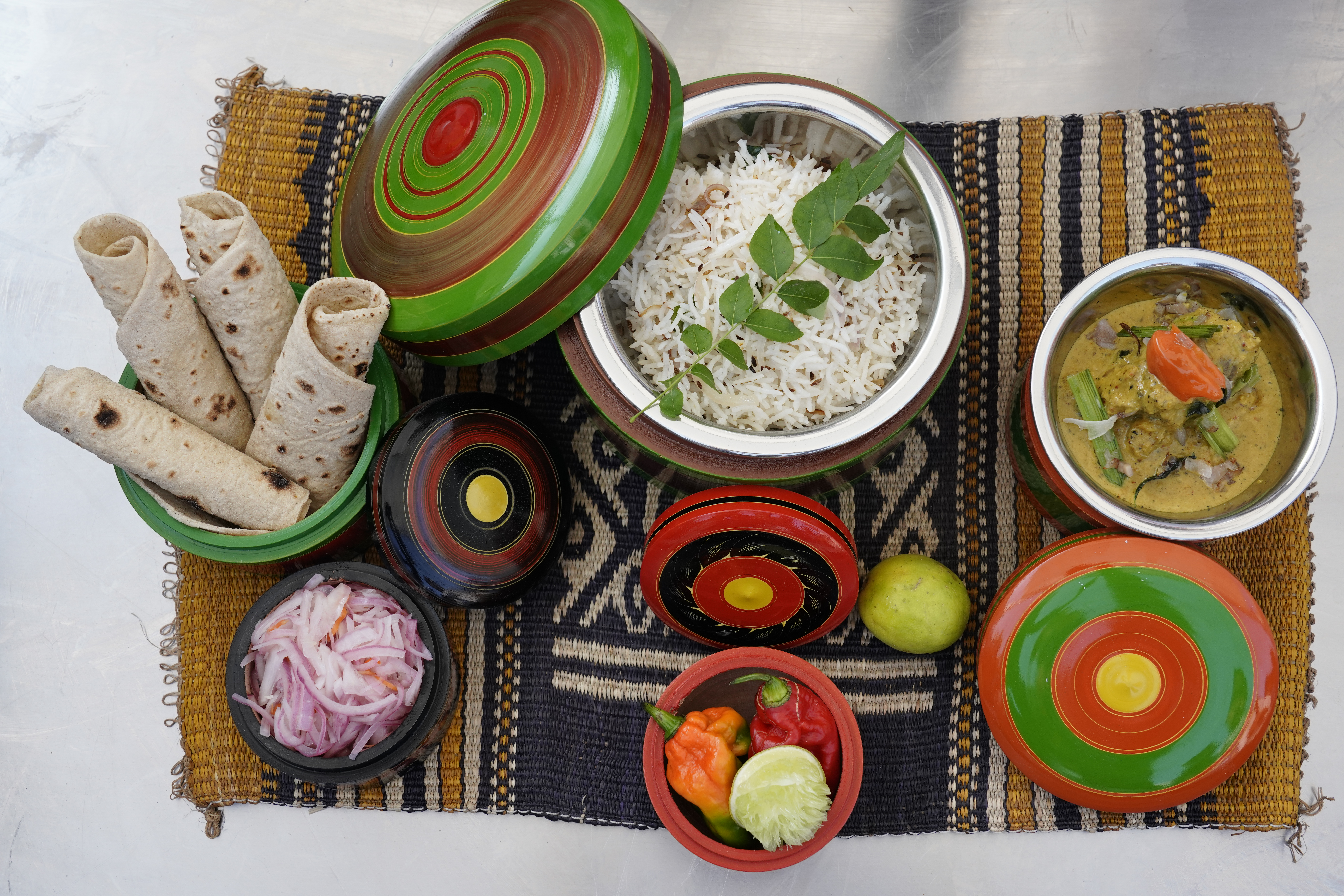
Alcuni piatti tradizionali delle Maldive

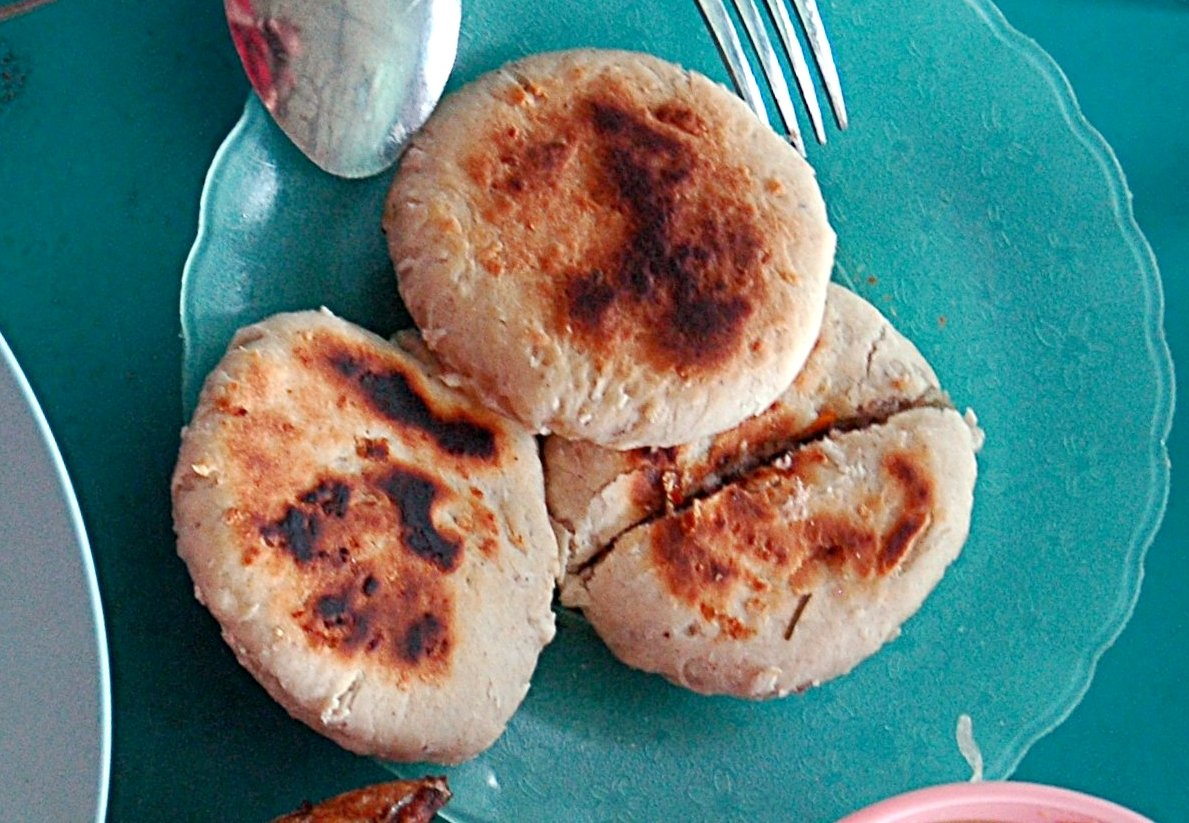
Masroshi. Snack salati maldiviani

La cucina maldiviana, chiamata anche cucina Dhivehi, comprende la tradizione culinaria dell'arcipelago delle Maldive e dell'isola indiana di Minicoy. La cucina tradizionale dei maldiviani si basa su tre elementi principali e sui loro derivati: noci di cocco, pesce e amidi.

## Noce di cocco

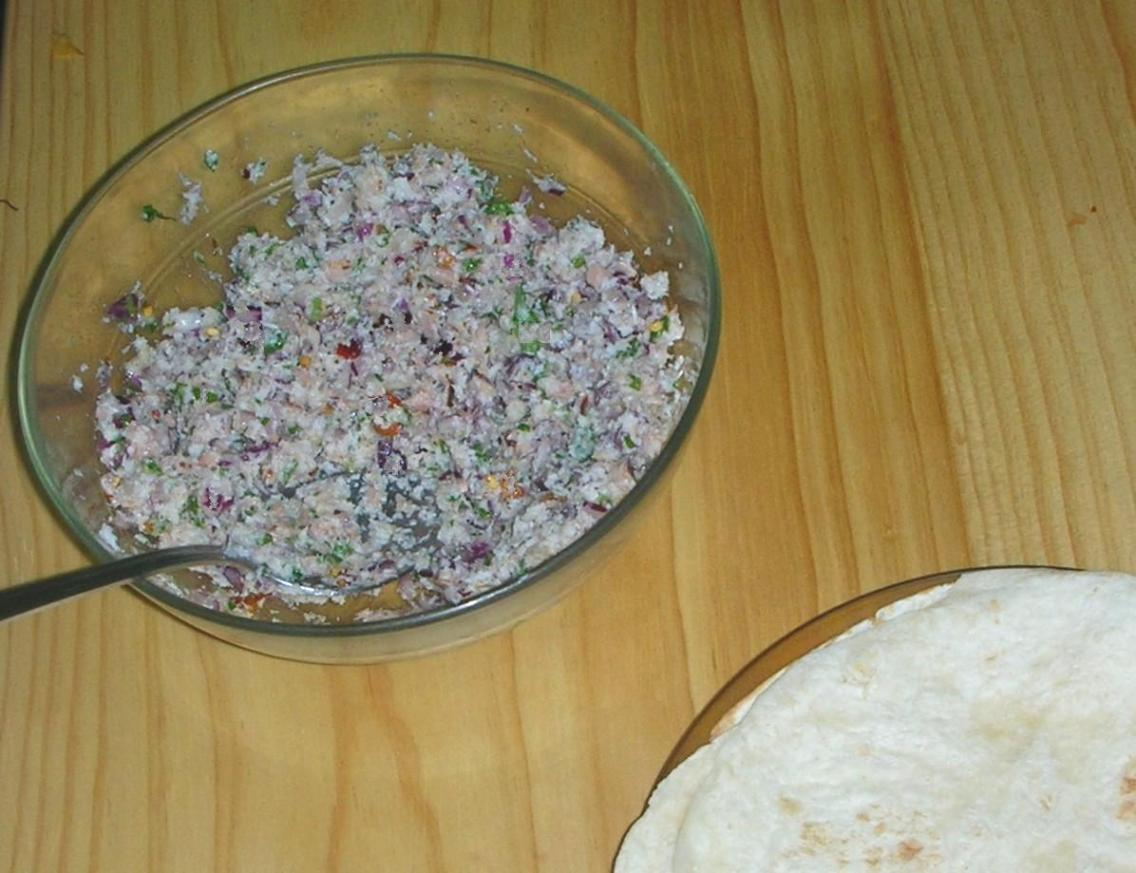
Mas huni con chapati (roshi)

Il cocco viene utilizzato nella forma grattugiata, spremuto per ottenere il latte di cocco, o come olio di cocco in piatti fritti. L'hunigondi è l'attrezzo tradizionale maldiviano utilizzato per grattugiare il cocco: è una sedia lunga e bassa con una lama d'acciaio seghettata all'estremità. Il cocco grattugiato viene utilizzato in piatti come il mas huni. Il cocco grattugiato può essere in alternativa ammollato in acqua e spremuto per ottenere latte di cocco (kaashi kiru), ingrediente essenziale in molti curry maldiviani e altri piatti.

## Pesce

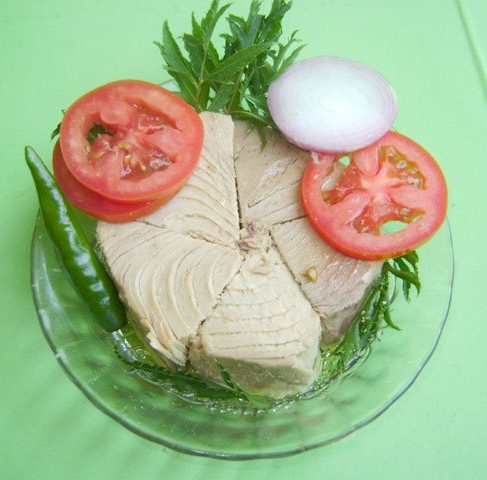
Il tonno è uno degli ingredienti essenziali in molti piatti maldiviani.

Il pesce preferito è principalmente il tonnetto striato, sia essiccato che fresco. Altre specie di pesci simili che fanno parte della dieta media delle Maldive sono: tonnetto alletterato (Latti), tonno pinna gialla (kanneli), il tombarello (raagondi), Suro occhione (mushimas), wahoo (kurumas), corifena (fiyala) e sugarotto (rimma). Questi possono essere consumati bolliti o lavorati.
Il tonno lavorato (pesce delle Maldive) viene utilizzato a tranci o come filetti. Per preparare i curry, il tonno lavorato crudo o ancora morbido viene tagliato a fette di circa un centimetro di spessore. Il tonno lavorato a secco viene utilizzato principalmente per preparare pasti veloci chiamati gulha, masroshi, kulhi bōkiba, kavaabu, bajiya (la versione locale del samosa indiano) e fathafolhi. Mescolato con cocco, cipolle e peperoncino è un elemento essenziale della colazione maldiviana, noto come Mas huni. A differenza degli isolani del Pacifico, i maldiviani non hanno la tradizione di mangiare pesce crudo.
La pasta marrone densa a base di tonno conosciuta come rihaakuru è anche un elemento essenziale nella cucina maldiviana.

## Cibi amidacei

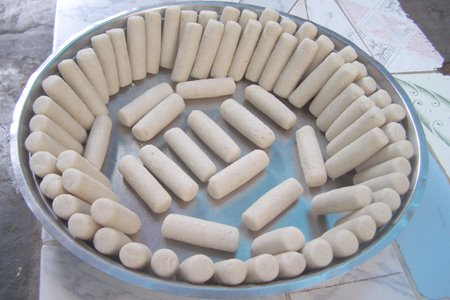
Bonda (Bondi) di Maliku (Isola di Minicoy)

Questi sono amidi come il riso, che viene mangiato bollito o macinato in farina, o tuberi come il taro (ala), la patata dolce (kattala) e la manioca (dandialuvi), così come frutti come l'albero del pane (bambukeyo) o il pandano (kashikeyo). I tuberi e l'albero del pane si mangiano bolliti. Il frutto del pandano viene per lo più consumato crudo dopo essere stato tagliato a fettine sottili.

## Curry

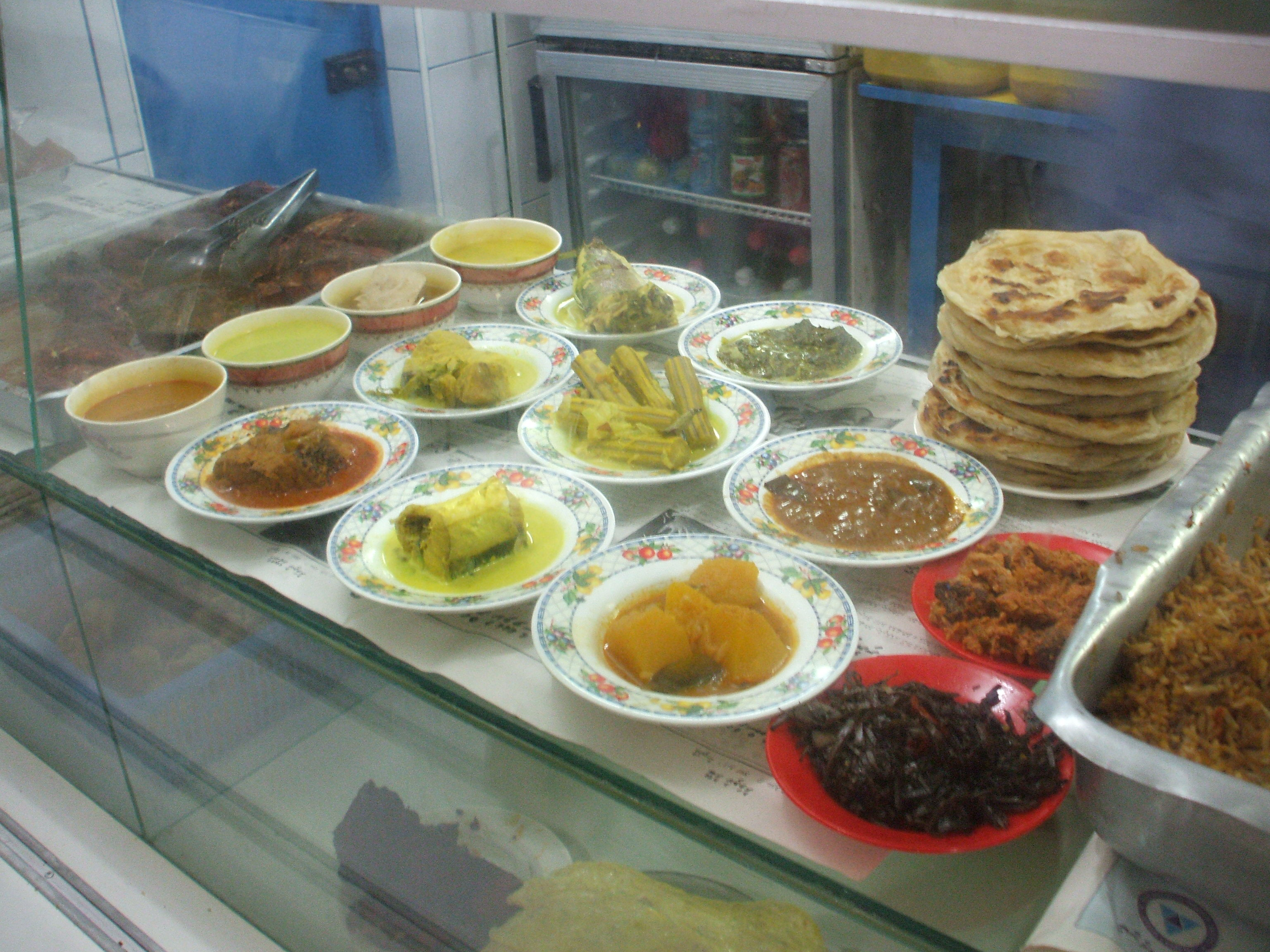
Diversi curry delle Maldive e parotha.

Il curry più importante nella cucina delle Maldive è cucinato con dadini di tonno fresco ed è conosciuto come mas riha. Il kukulhu riha (pollo al curry) è cucinato con una diversa miscela di spezie.
I curry di verdure alle Maldive includono quelli che utilizzano bashi (melanzana), tora (Luffa aegyptiaca), barabō (zucca), chichanda (Trichosanthes cucumerina) e muranga (Moringa oleifera), oltre a banane verdi acerbe e alcune foglie come ingredienti principali. Normalmente si aggiungono pezzi di pesce delle Maldive per dare un certo sapore al curry di verdure. I curry si mangiano solitamente con riso al vapore o con il roshi.